# أوسامو ماتسوبارا
أوسامو ماتسوبارا (باليابانية: 松原治؛ بالكانا: まつばら おさむ) هو شخصية أعمال ياباني، ولد في 7 أكتوبر 1917، وتوفي في 3 يناير 2012.